# Transfermarkt
Transfermarkt è un sito web tedesco contenente informazioni calcistiche, ad esempio classifiche, risultati, trasferimenti, carriere dei giocatori e dati delle società. Secondo l'IVW (Information Community for the Assessment of the Circulation of Media), nel 2010 si trovava fra i 25 siti web tedeschi più visitati.

## Storia
Il sito è stato fondato nel maggio 2000 da Matthias Seidel. Nel 2008 Axel Springer tramite la sua omonima azienda acquisì il 51% delle quote del sito, assumendone il controllo e lasciando a Seidel il restante 49%.
Nel 2009 è stata resa disponibile la versione inglese e nel 2010 la versione italiana del portale.
Nel 2010, IVW lo ha classificato tra i 25 siti web tedeschi più visitati e uno dei più grandi siti sportivi dopo Kicker.
Il 19 maggio 2014 è stato effettuato un rilancio per il cosiddetto aggiornamento alla “versione 4”. Nel corso di questo aggiornamento si sono verificati problemi sia di natura tecnica relativi al server che di natura legale relativi ai dati, poiché i dati privati sono stati visibili ad altri utenti per un periodo di tempo indefinito. Per 48 ore il sito ha avuto una disponibilità molto limitata, causando numerose lamentele su Facebook. Le critiche più aspre da parte degli utenti riguardavano il nuovo design, ritenuto poco intuitivo. Di conseguenza, Transfermarkt.de ha presentato pubblicamente le proprie scuse per gli incidenti e i problemi causati durante il rilancio.
Nel 2021, il sito web conta 39 milioni di visitatori unici al mese e 680.000 utenti registrati.

## Contenuto del sito
Il sito contiene classifiche di numerosi campionati di tutto il mondo, risultati delle partite, trasferimenti, carriera dei giocatori, dati delle società, informazioni sui procuratori sportivi, oltre ad una sezione dedicata alle news di calciomercato.
Nonostante le valutazioni dei calciatori siano solo stimate, anche se effettuate considerando comunque numerosi parametri, i ricercatori del CEP (Centre for Economic Performance) hanno constatato che molte indiscrezioni ricavate dal sito risultano estremamente accurate. Sono presenti schede di oltre 1,3 milioni di giocatori.

## Rilancio
Il 19 maggio 2014 il sito ha subìto un rilancio per effettuare l'aggiornamento alla cosiddetta "versione 4". Lo stesso update ha generato problemi sia a livello server sia a livello dati, infatti alcune informazioni private risultarono visibili agli altri utenti per un periodo indefinito di tempo. Per 48 ore il sito ebbe funzionalità molto limitate, suscitando numerose lamentele degli utenti esplose su Facebook, soprattutto a causa del nuovo design ritenuto estremamente confuso. Di conseguenza, Transfermarkt si scusò pubblicamente per i problemi e i disagi causati durante il rilancio del sito.